# Miloslava Misáková
Miloslava Misakova-Camkova, née le 25 février 1922 à Mokrá-Horákov en Tchécoslovaquie et morte le 1er juillet 2015, est une gymnaste tchèque.

## Jeux olympiques
En 1948, elle participe aux Jeux olympiques à Londres. Elle remporte la médaille d'or par équipe. Sa sœur, Elizabeth, faisait à l'origine partie de la sélection, mais victime de poliomyélite au moment de commencer la compétition, elle doit renoncer et est remplacée par Vera Ruzickova. Elle meurt pendant la compétition et reçoit une médaille d'or posthume. 

## Palmarès

### Jeux olympiques
- Londres 1948
  -  médaille d'or au concours par équipes